# فینال جام جهانی فوتبال ۲۰۲۲
فینال جام جهانی فوتبال ۲۰۲۲، مسابقه پایانی جام جهانی ۲۰۲۲، بیست‌ودومین دورهٔ رقابت‌های جهانی فیفا بین تیم‌های ملی فوتبال مردان بود. این مسابقه در تاریخ ۱۸ دسامبر ۲۰۲۲ (۲۷ آذر ۱۴۰۱) که روز ملی قطر بود، در ورزشگاه ملی لوسیل واقع در شهر لوسیل قطر، بین تیم‌های ملی آرژانتین و فرانسه که قهرمان دورهٔ پیشین (جام جهانی ۲۰۱۸) و مدافع عنوان قهرمانی به‌شمار می‌رفت، برگزار شد و با برد تیم آرژانتین در ضربات پنالتی به پایان رسید. این رویداد با قضاوت شیمون مارسینیاک و در برابر ۸۸٬۹۶۶ تماشاگر انجام شد.
پس از آنکه دو تیم در پایان ۹۰ دقیقه به تساوی ۲–۲ دست یافتند، در وقت‌های اضافی لیونل مسی گل دوم خود را به ثمر رساند و کیلیان امباپه نیز در دقایق پایانی وقت اضافه با ضربهٔ پنالتی هت‌تریک کرد تا دو تیم با نتیجهٔ نهایی ۳–۳ به سراغ ضربات پنالتی بروند. آرژانتین در پایان ضربات پنالتی، ۴–۲ فرانسه را شکست داد و برای آخرین بار از جام جهانی ۱۹۸۶، و در مجموع سومین بار قهرمان جام جهانی فوتبال شد. این رقابت مورد تحسین گسترده قرار گرفت و به عنوان بهترین فینال تاریخ جام‌های جهانی و یکی از بهترین رقابت‌های تمام ادوار فوتبال تلقی شد.

## پیش‌زمینه
تیم ملی آرژانتین تا پیش از این جام، دو بار در دوره‌های ۱۹۷۸ و ۱۹۸۶ قهرمان جام جهانی و دو بار نیز در ۱۹۳۰ و ۱۹۹۰ نایب‌قهرمان شده بود. آخرین ناکامی آرژانتین در فینال نیز به جام جهانی ۲۰۱۴ بازمی‌گشت که از آلمان با نتیجهٔ ۱–۰ در وقت‌های اضافه باخت. پس از آن به دنبال یک سلسله ناکامی دیگر آرژانتین باز هم در دو فینال پیاپی کوپا آمریکای ۲۰۱۵ و کوپا آمریکای قرن با شکست در برابر شیلی از کسب دو جام ناکام ماند. پس از باخت ۴–۳ برابر فرانسه در جام جهانی ۲۰۱۸ و شکست ۲–۰ در برابر برزیل در نیمه‌نهایی کوپا آمریکا ۲۰۱۹، آرژانتین با هدایت لیونل اسکالونی سرمربی تازه منصوب‌شده خود و درخشش لیونل مسی کاپیتان خود در کوپا آمریکا ۲۰۲۱، پس از ۲۸ سال در این جام قهرمان شد. پس از آن در فینالیسیما ۲۰۲۲ نیز آرژانتین در یک بازی یک‌طرفه با نتیجهٔ ۳–۰ ایتالیا که قهرمان یورو ۲۰۲۰ بود را شکست داد و این جام را هم کسب کرد تا به عنوان یک تیم مدعی قهرمانی در جام جهانی ۲۰۲۲ حضور داشته باشد. بحث‌ها پیرامون لیونل مسی که با وجود افتخارات و موفقیت‌های بسیار در دوران فعالیت حرفه‌ای خود و حتی راهیابی به فینال جام جهانی ۲۰۱۴، تا اکنون با آرژانتین قهرمان جام جهانی نشده بود، سال‌ها جریان داشت و اکنون که آرژانتین دوباره با مسی به فینال راه پیدا کرده بود، داغ‌تر شده بود. در مقایسهٔ مسی با برترین بازیکنان تاریخ فوتبال مانند مارادونا و پله اغلب به تاریخ‌سازی و قهرمانی آن‌ها در جام جهانی اشاره می‌شد.
از سوی دیگر تیم ملی فرانسه مدافع عنوان قهرمانی که جام جهانی ۲۰۱۸ را کسب کرده بود، در تورنمنت لیگ ملت‌های اروپا ۲۰۲۱ هم قهرمان شده بود تا از مدعیان اصلی کسب جام باشد. فرانسه یک قهرمانی دیگر جام جهانی را هم در ۱۹۹۸ کسب کرده بود اما در فینال جام جهانی فوتبال ۲۰۰۶ قهرمانی جام را به ایتالیا واگذار کرده بود. این تیم پس از هدایت دیدیه دشان در جام جهانی ۲۰۱۴ حذف شده بود و در جام ملت‌های اروپا ۲۰۱۶ نیز در فینال به پرتغال باخته بود اما با کسب جام جهانی ۲۰۱۸ و راه‌یابی به فینال جام جهانی ۲۰۲۲، در صورت پیروزی برابر آرژانتین، پس از ایتالیا در جام‌های جهانی ۱۹۳۴ و ۱۹۳۸ و برزیل در جام‌های ۱۹۵۸ و ۱۹۶۲، (پس از ۶۰ سال) سومین تیم ملی تاریخ می‌شد که تا اکنون دو جام جهانی پیاپی را کسب کرده است.
آخرین بار دو تیم در جام جهانی ۲۰۱۸در کازان آرنا روسیه به مصاف هم رفته بودند و در بازی جذابی که ایندیپندنت آن را «یکی از بهترین بازی‌های جام جهانی تمام دوران» نامیده بود، ۴–۳ پیروز شده بود. ابتدا آنتوان گریزمن از روی ضربه پنالتی که با خطا بر روی کیلیان امباپه گرفته شده بود، گل اول فرانسه را به ثمر رساند. سپس ضربه لیونل مسی با برخورد به پای گابریل مرکادو و ضربهٔ راه دور آنخل دی ماریا آرژانتین را دو بر یک پیش انداخت اما طولی نکشید تا بنژامن پاوار با یک ضربه والی قدرتمند خارج از محوطه جریمه که بعداً به عنوان بهترین گل تورنمنت انتخاب شد، بازی را به تساوی کشاند اما دروازه‌بان و مدافعان آرژانتین توان مقابله با فرانسه را نداشتند و کیلیان امباپه دو گل پیاپی را به ثمر رساند تا گل دیرهنگام سرخیو آگوئرو با ضربهٔ سر از روی سانتر مسی هم مانع باخت و حذف آرژانتین نشود.

## ورزشگاه

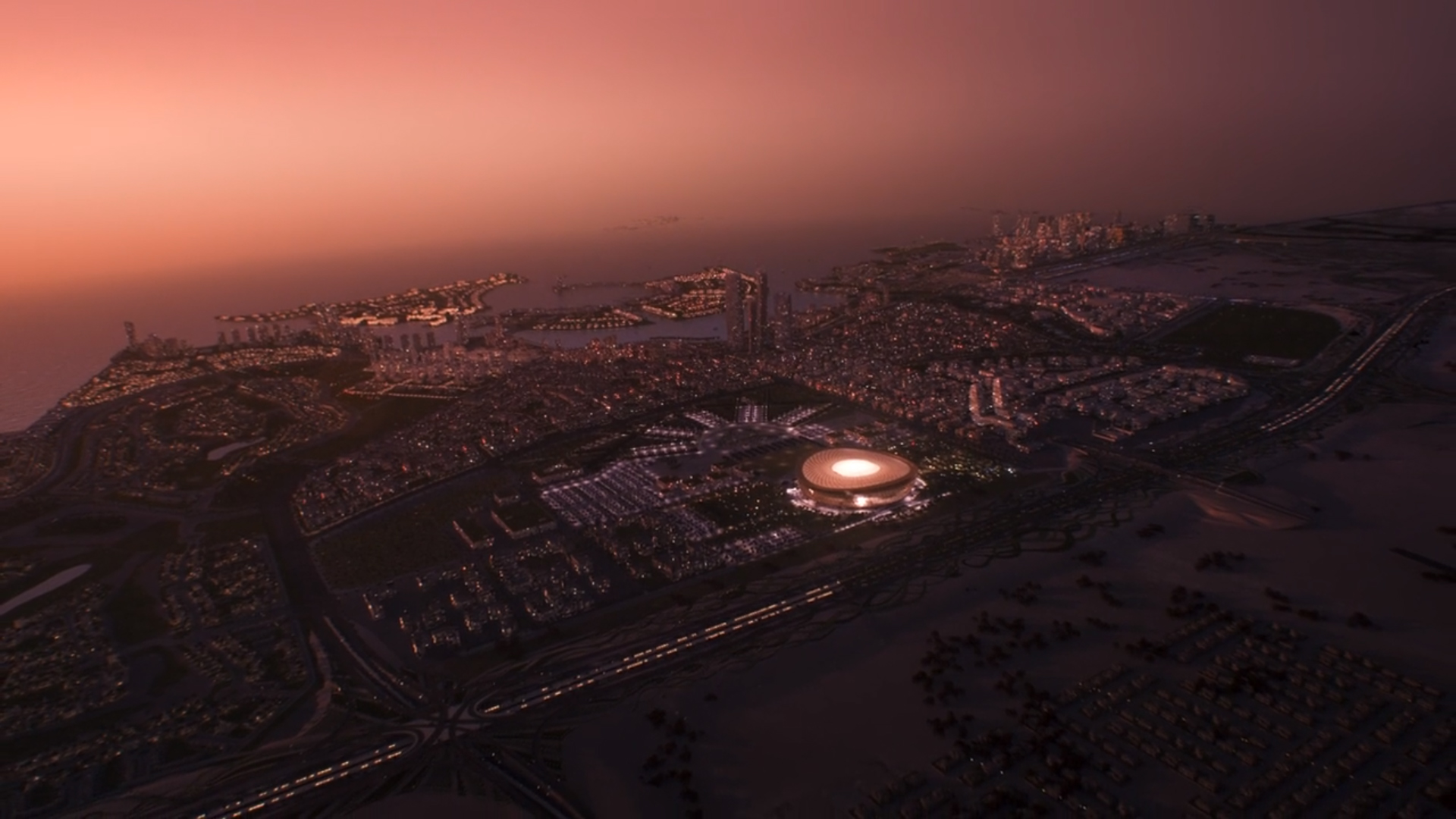
تصویری از ورزشگاه لوسیل و محیط اطراف آن

فینال در ورزشگاه ملی لوسیل در شهر لوسیل، واقع در حدود ۱۵ کیلومتری (۹٫۳ مایلی) شمال مرکزی شهر دوحه برگزار شد. این ورزشگاه یکی از پیشنهادهای قطر برای میزبانی فینال جام جهانی بود و سرانجام در ۱۵ ژوئیه ۲۰۲۰ بعنوان ورزشگاه نهایی انتخاب شد. همچنین این ورزشگاه میزبان ۹ بازی دیگر، ۶ بازی در مرحله گروهی و سه بازی در مرحله حذفی بود.
ورزشگاه ملی لوسیل متعلق به فدراسیون فوتبال قطر، بخشی از برنامهٔ پیشنهادی قطر برای جام جهانی است. این ورزشگاه توسط شرکت بریتانیایی فاستر اند پارتنرز و پاپولوس طراحی و توسط شرکت معماری مانیکا پشتیبانی شد. ورزشگاه با استفاده از انرژی خورشیدی خنک می‌شود و ادعا می‌شود ردپای کربنی آن تقریباً صفر است. مراحل ساخت این ورزشگاه در آوریل ۲۰۱۷ آغاز شد و در ابتدا قرار بود در سال ۲۰۲۰ به پایان برسد، با این حال تکمیل ورزشگاه به تعویق افتاد و ساخت و ساز در نهایت در نوامبر ۲۰۲۱ به پایان رسید.

## مسیر فینال
| آرژانتین         | آرژانتین       | مرحله         | فرانسه | فرانسه         |
| نتایج            | حریفان         | مرحله گروهی   | نتایج  | حریفان         |
| ۲–۱              | عربستان سعودی  | مسابقه ۱      | ۱–۴    | استرالیا       |
| ۰–۲              | مکزیک          | مسابقه ۲      | ۱–۲    | دانمارک        |
| ۰–۲              | لهستان         | مسابقه ۳      | ۱–۰    | تونس           |
|                  | تیم اول گروه C | جایگاه نهایی  |        | تیم اول گروه D |
| نتایج            | حریفان         | مرحله حذفی    | نتایج  | حریفان         |
| ۱–۲              | استرالیا       | یک‌هشتم نهایی  | ۱–۳    | لهستان         |
| ۲–۲ (پنالتی ۴–۳) | هلند           | یک‌چهارم نهایی | ۱–۲    | انگلستان       |
| ۰–۳              | کرواسی         | نیمه‌نهایی     | ۰–۲    | مراکش          |

## مسابقه

### جزئیات
| آرژانتین                                | ۳–۳ (و.ا.) | فرانسه                                    |
| --------------------------------------- | ---------- | ----------------------------------------- |
| - مسی ۲۳' (پنالتی)، ۱۰۸' · دی ماریا ۳۶' | گزارش      | - امباپه ۸۰' (پنالتی)، ۸۱'، ۱۱۸' (پنالتی) |
| ضربات پنالتی                            |            |                                           |
| مسی دیبالا پاردس مونتیل                 | ۴–۲        | امباپه کومان شوامنی کولو موانی            |

| آرژانتین | فرانسه |

| پست                    | شماره | بازیکن              | جریمه  | تعویض  |
| ---------------------- | ----- | ------------------- | ------ | ------ |
| GK                     | ۲۳    | امیلیانو مارتینز    | '۱۲۰+۵ |        |
| RB                     | ۲۶    | ناهوئل مولینا       |        | '۹۱    |
| CB                     | ۱۳    | کریستین رومرو       |        |        |
| CB                     | ۱۹    | نیکولاس اوتامندی    |        |        |
| LB                     | ۳     | نیکولاس تاگلیافیکو  |        | '۱۲۰+۱ |
| DM                     | ۲۴    | انزو فرناندز        | '۴۵+۷  |        |
| CM                     | ۷     | رودریگو د پائول     |        | '۱۰۲   |
| CM                     | ۲۰    | الکسیس مک الیستر    |        | '۱۱۶   |
| RF                     | ۱۰    | لیونل مسی (کاپیتان) |        |        |
| CF                     | ۹     | جولیان آلوارز       |        | '۱۰۲   |
| LF                     | ۱۱    | آنخل دی ماریا       |        | '۶۴    |
| تعویضی‌ها               |       |                     |        |        |
| MF                     | ۸     | مارکوس آکونیا       | '۹۰+۸  | '۶۴    |
| DF                     | ۴     | گنزالو مونتیل       | '۱۱۶   | '۹۱    |
| MF                     | ۵     | لئاندرو پاردس       | '۱۱۴   | '۱۰۲   |
| FW                     | ۲۲    | لائوتارو مارتینز    |        | '۱۰۲   |
| DF                     | ۶     | خرمان پسلا          |        | '۱۱۶   |
| FW                     | ۲۱    | پائولو دیبالا       |        | '۱۲۰+۱ |
| سرمربی: لیونل اسکالونی |       |                     |        |        |

| پست                | شماره | بازیکن               | جریمه | تعویض  |
| ------------------ | ----- | -------------------- | ----- | ------ |
| GK                 | ۱     | هوگو لوریس (کاپیتان) |       |        |
| RB                 | ۵     | ژول کونده            |       | '۱۲۰+۱ |
| CB                 | ۴     | رافائل واران         |       | '۱۱۳   |
| CB                 | ۱۸    | دیو اوپامکانو        |       |        |
| LB                 | ۲۲    | تئو ارناندز          |       | '۷۱    |
| CM                 | ۸     | اورلین شوامنی        |       |        |
| CM                 | ۱۴    | آدرین ربیو           | '۵۵   | '۹۶    |
| RW                 | ۱۱    | عثمان دمبله          |       | '۴۱    |
| AM                 | ۷     | آنتوان گریزمن        |       | '۷۱    |
| LW                 | ۱۰    | کیلیان امباپه        |       |        |
| CF                 | ۹     | الیویه ژیرو          | '۹۰+۵ | '۴۱    |
| تعویضی‌ها           |       |                      |       |        |
| FW                 | ۱۲    | رندال کولو موانی     |       | '۴۱    |
| FW                 | ۲۶    | مارکوس تورام         | '۸۷   | '۴۱    |
| FW                 | ۲۰    | کینگزلی کومان        |       | '۷۱    |
| MF                 | ۲۵    | ادواردو کاماوینگا    |       | '۷۱    |
| MF                 | ۱۳    | یوسف فوفانا          |       | '۹۶    |
| DF                 | ۲۴    | ابراهیما کوناته      |       | '۱۱۳   |
| DF                 | ۳     | اکسل دیساسی          |       | '۱۲۰+۱ |
| سرمربی: دیدیه دشان |       |                      |       |        |

| بهترین بازیکن بازی: لیونل مسی (آرژانتین) |
| کمک‌داوران: پاول سوکلنیکی (اتحادیه فوتبال لهستان) توماش لیستکیویچ (اتحادیه فوتبال لهستان) اسماعیل الفتح (فدراسیون فوتبال ایالات متحده آمریکا) (داور چهارم) کاترین نسبیت (فدراسیون فوتبال ایالات متحده آمریکا) (ذخیره)    |
| کمک‌داوران ویدئویی: توماش کویاتکوفسکی (اتحادیه فوتبال لهستان) (رهبر) خوان سوتو (فدراسیون فوتبال ونزوئلا) کایل اتکینز (فدراسیون فوتبال ایالات متحده آمریکا) (کمک آفساید) فرناندو گوررو (فدراسیون فوتبال مکزیک) (پشتیبانی) |

### آمار
| آمار            | آرژانتین | فرانسه |
| --------------- | -------- | ------ |
| گل              | ۲        | ۰      |
| شوت             | ۶        | ۰      |
| شوت در چارچوب   | ۳        | ۰      |
| دفع             | ۰        | ۱      |
| درصد مالکیت نوپ | ۵۹٪      | ۴۱٪    |
| کرنر            | ۲        | ۰      |
| خطا             | ۱۰       | ۱۱     |
| آفساید          | ۳        | ۰      |
| کارت زرد        | ۱        | ۰      |
| کارت قرمز       | ۰        | ۰      |

| آمار            | آرژانتین | فرانسه |
| --------------- | -------- | ------ |
| گل              | ۰        | ۲      |
| شوت             | ۶        | ۶      |
| شوت در چارچوب   | ۴        | ۳      |
| Saves           | ۱        | ۴      |
| درصد مالکیت توپ | ۴۵٪      | ۵۵٪    |
| کرنر            | ۲        | ۳      |
| خطا             | ۹        | ۵      |
| آفساید          | ۰        | ۲      |
| کارت زرد        | ۱        | ۳      |
| کارت قرمز       | ۰        | ۰      |

| آمار            | آرژانتین | فرانسه |
| --------------- | -------- | ------ |
| گل              | ۱        | ۱      |
| شوت             | ۸        | ۴      |
| شوت در چارچوب   | ۳        | ۲      |
| Saves           | ۱        | ۲      |
| درصد مالکیت توپ | ۶۲٪      | ۳۸٪    |
| کرنر            | ۲        | ۲      |
| خطا             | ۶        | ۳      |
| آفساید          | ۱        | ۲      |
| کارت زرد        | ۳        | ۰      |
| کارت قرمز       | ۰        | ۰      |

| آمار            | آرژانتین | فرانسه |
| --------------- | -------- | ------ |
| گل              | ۳        | ۳      |
| شوت             | ۲۰       | ۱۰     |
| شوت در چارچوب   | ۱۰       | ۵      |
| Saves           | ۲        | ۷      |
| درصد مالکیت توپ | ۵۴٪      | ۴۶٪    |
| کرنر            | ۶        | ۵      |
| خطا             | ۲۶       | ۱۹     |
| آفساید          | ۴        | ۴      |
| کارت زرد        | ۵        | ۳      |
| کارت قرمز       | ۰        | ۰      |

## ارزیابی به عنوان بهترین فینال تاریخ
پیش‌زمینه‌هایی مانند نیاز لیونل مسی مهاجم و کاپیتان آرژانتین به قهرمانی در جام که با وجود قهرمانی‌ها و موفقیت‌های بسیار در دوران ورزشی‌اش و راهیابی به فینال جام جهانی ۲۰۱۴، قهرمان جهان نشده بود و فرانسه که با وجود قهرمانی در جام جهانی ۲۰۱۸ و قهرمانی در این جام، تنها تیمی در ۶۰ سال اخیر می‌شد که به‌طور متوالی در جام جهانی به قهرمانی رسیده است، حساسیت‌ها و هیجان این بازی را بالا برده بود. همچنین تعداد گل‌های زیاد، رقابت دراماتیک و هیجان برانگیز دو تیم در جریان بازی، بازگشت دو تیم به رقابت با گلزنی تا آخرین لحظات، رقابت لیونل مسی و کیلیان امباپه در فینال به عنوان بهترین ستاره‌های حال حاضر فوتبال جهان و مدعیان کسب کفش طلای بهترین گلزن جام که برندهٔ آن‌ها سرنوشت جام را رقم می‌زد باعث شد تا بسیاری از رسانه‌ها، کارشناسان، مفسران و هواداران فوتبال، این فینال را بهترین فینال تاریخ جام‌های جهانی و یکی از بهترین رقابت‌های فوتبال در تمام ادوار بدانند.